# Canossianerinnen

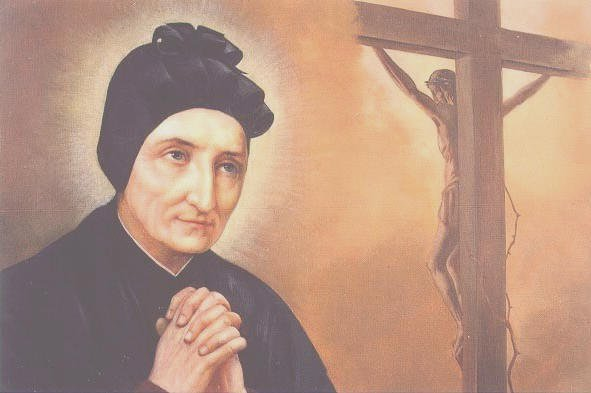
Die Ordensgründerin hl. Magdalena Gabriela von Canossa

Die Canossianerinnen („Töchter der Liebe“, lat.: Institutum Filiarum a Charitate, Ordenskürzel FdCC) sind eine Ordensgemeinschaft in der römisch-katholischen Kirche. Sie wurde 1808 in Verona von der heiliggesprochenen Ordensschwester Magdalena Gabriela von Canossa (1774–1835) gegründet. 1831 wurde auf ihre Initiative die klerikale Ordensgemeinschaft der Canossianer gegründet.

## Geschichte

Canossianerinnen mit ihren Schülerinnen (Portugiesisch-Timor zwischen 1890 und 1910)

1808 errichtete Magdalena im Stadtteil San Zeno in Verona ein Kinderhaus, in dem viele Waisenkinder aufgenommen wurden. Hier wurden sie gepflegt und erhielten zusammen mit anderen Kindern Unterricht. Dieses Haus war der Ursprung der Kongregation der Canossianerinnen. Papst Leo XII. erteilte am 23. Dezember 1828 die päpstliche Approbation für die Neugründung. Kaiser Franz I. von Österreich unterstützte die Arbeit Magdalenas und übereignete ihr einige alte Klöster. Die erste Missionsstation eröffneten die Canossianerinnen am 12. April 1860 in Hongkong und 1874 in Macau.
1879 gründeten die Canossianerinnen eine Schule für Mädchen in Dili, später zwei weitere in Manatuto und Baucau. Diese waren 1890 die einzigen Schulen für Mädchen in Portugiesisch-Timor. Mit der Gründung der Republik und der eingeführten Trennung von Staat und Kirche, mussten die Canossianerinnen Timor verlassen und die Schulen blieben zurück ohne Unterstützung.

## Apostolischer Auftrag und Organisation
Die Hauptaufgaben der Ordensgemeinschaft bestehen in der Betreuung der Armen und Kranken, Ausbildung und Bildung, Katechese und Verkündigung des Evangeliums. Heute stehen auch soziale und pastorale Aufgaben im Vordergrund. Das Mutterhaus hat seinen Sitz im Kloster St. Joseph in Verona; das Generalhaus ist in Rom. Im Dezember 2005 verfügte die Ordensgemeinschaft über 354 Einrichtungen und hatte ca. 3500 Ordensmitglieder.

## Heilige und Selige der Ordensgemeinschaft
- Die Ordensgründerin Magdalena Gabriela von Canossa wurde am 2. Oktober 1988 von Papst Johannes Paul II. heiliggesprochen.
- Am 1. Oktober 2000 wurde die Ordensschwester Josephine Bakhita von Papst Johannes Paul II. heiliggesprochen. Papst Benedikt XVI. lobte diese Heilige und die Canossianerinnen insgesamt in seiner Enzyklika Spe salvi  als Beispiel für christliche Hoffnung.
- Cajetana (Gaetan) Sterni (1827–1889)[2] verbrachte ihr Postulat bei den Canossianerinnen und wurde am 4. November 2001 von Johannes Paul II. seliggesprochen. Sie ist die Gründerin der Kongregation der Schwestern vom Göttlichen Willen (Suore della Divina Volontà).[3]